# 拉登齐市镇

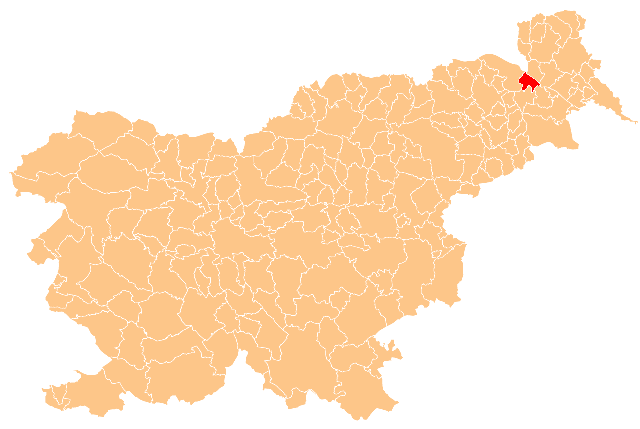
拉登齐市镇於斯洛文尼亞的位置

拉登齐市镇是斯洛文尼亞東北部的一個市镇，行政中心為拉登齊。面積34.1平方公里，2010年人口5265。人口密度約150人/km2。

## 外部連結
- 官方网站  （斯洛文尼亚文）